# Сарачени (Лече)
Сарачени (итал. Saraceni) је насеље у Италији у округу Лече, региону Апулија.
Према процени из 2011. у насељу је живело 61 становника. Насеље се налази на надморској висини од 40 м.